# Понтійська Вікіпедія
Понтійська Вікіпедія (понт. Βικιπαίδεια) — розділ Вікіпедії понтійською мовою. Створена у 2009 році. Понтійська Вікіпедія станом на 26 березня 2025 року містить 491 статтю, 11 524 зареєстрованих користувачів, 16 активних дописувачів, 1 адміністратора
. Загальна кількість сторінок в понтійській Вікіпедії — 2094, редагувань — 36 113, мультимедійні файли відсутні
. Глибина (рівень розвитку мовного розділу) понтійської Вікіпедії велика і становить 183.8 пунктів
. 

## Історія
- Травень 2009 — створена 200-та стаття[3].